# Estació de via estreta de Sant Feliu de Guíxols
L'estació de via estreta de Sant Feliu de Guíxols és una estació catalogada com a monument del municipi de Sant Feliu de Guíxols (Baix Empordà), protegida com a bé cultural d'interès local.

## Descripció
És un edifici civil, de construcció d'una sola planta rectangular formada per tres cossos units horitzontalment, a cada un d'ell té tres portes d'accés emmarcades en maó vist, essent les de la part central coronades per una cornisa sortint. La part lateral està presidida per una escalinata davant la porta principal franquejada per dues finestres; aquestes obertures també s'emmarquen en maó vista així com els angles de les cantonades. En la part posterior la planta reposa sobre un soterrani amb diverses obertures. L'edifici acaba amb una cornisa ampla que dona pas a la teulada a quatre vessants feta de teules vermelles. Dins de la funcionalitat ressalta l'interès per una simetria i ordre definit per les obertures i la disposició dels tres cossos.
S'hi ha afegit una nau de ferro i prefabricat, amb coberta de fibrociment (uralita) a dos vessants, a la banda esquerra.

## Història
L'estació formava part del circuit del Ferrocarril de via estreta que feia el recorregut de Girona a Sant Feliu de Guíxols. Creat pels guixolencs Joan Casas i Arxer i Enric Herlz, amb capital local, fou inaugurat el 30 de juny de 1892 i durà fins al 1970. Inicialment, aquesta via tenia 39 km de recorregut, però el 1924 es perllongarà fins al moll per exportar mercaderies. Feu un gran servei a la comarca i a la indústria suro-tapera, al mateix temps que oferia una sortida al mar als habitants de Girona d'altres indrets no costaners.
Actualment, l'estació es troba integrada en un conjunt de construccions del "Col·legi Públic l'Estació".